# 對馬機場
對馬機場（日语：／ Tsushima kūkō */?）是位於長崎縣對馬市。根據日本空港整備法被分成第三種機場。

## 概要
機場是鑿開高97公尺的白連江山山頂而建設。是長崎縣內第一座山岳機場。跑道建設在橫穿對馬中央部的上島和下島之間的地峽部一樣的地被。

## 歷史
- 1975年：機場啟用，跑道長1,500公尺。全日本空輸使用YS-11型機開設航線往福岡機場。但之後便把航線給日本近距離航空(NKA，即現日空航空(ANK))接手繼續經營。1975年至1983年間曾經開辦航線往長崎機場。
- 1983年：跑道延長至1,900公尺。同年4月1日，使用最新波音737-200執飛。新航站樓啟用。
- 2003年8月31日：日空航空取消往長崎機場航線，由東方空橋(ORC)取代。
- 2005年10月：航線往福岡機場在白天增加一班由DHC8-Q400型機的飛行。
- 2007年11月：航線往福岡機場增加的班次，由波音737-500飛行。

## 航空公司與航點
| 航空公司                              | 目的地 |
| ------------------------------------- | ------ |
| 全日本空輸（NH） （由全日空之翼營運） | 福岡   |
| 東方空橋（OC）                        | 長崎   |

## 外部連結
- 對馬機場（日語）
- ANA機場訊息-對馬機場 （页面存档备份，存于）（日語）